# Controlador ru018-j2
El Controlador ru018-j2 se trata de un dispositivo creado para jugar a GuitarFreaks V3 & DrumMania V3, un juego de ritmo adaptado para la PlayStation 2.
Fue lanzada en Japón junto con el juego el 3 de septiembre de 2006. 
Finalmente quedaría obsoleto ya que saldría la siguiente versión de GuitarFreaks & DrumMania (GuitarFreaks V4 & DrumMania V4 Яock×Rock).

## Descripción y Uso
En el cuello de la guitarra, podemos ver 3 botones, que funcionan como los diferentes trastes de la guitarra o notas que deberá tocar el jugador cuando juegue, mientras que en el centro del cuerpo, hay una sola palanca que permite un movimiento superior e inferior, de manera que simula el rasgueo de una guitarra.
Estos botones y opciones no solo permiten jugar al juego si no que además sirven como cualquier controlador moderno para moverse por el menú, de esta manera se utilizaria el botón azul para moverse a la izquierda, el rojo para la derecha, mientras que la palanca morada sirve para desplazarse arriba o abajo y por último el botón de start para aceptar.